# 土井善和
土井 善和（どい よしかず、1969年11月26日 - ）は、日本の元アマチュア野球選手（投手）、元コーチ。

## 来歴・人物
寝屋川市立第二中学校時代はバレーボール部に所属。
大阪市立桜宮高等学校では2年秋からベンチ入りし、後に中日ドラゴンズに入団する1年先輩の矢野輝弘とバッテリーを組む。3年夏は大阪府大会ベスト4。野球部の1年先輩に矢野の他、後に漫才コンビ・ベイブルースを結成する河本栄得・高山知浩がいた。
進学した東海大学では、4年秋に首都大学野球リーグで最優秀投手賞を受賞したほか、全日本大学野球選手権大会にも出場している。
大学卒業後の1992年に日本生命に入社。杉浦正則らと共に長年にわたって主戦としてチームを支えた。また2000年にはシドニーオリンピック野球日本代表に選出されている。
2005年からはコーチ兼任でプレーし、2009年限りで現役を引退。2010年からは専任コーチとして投手陣の育成に努めた。2011年限りでコーチを退任し、以後は社業に専念している。

## 日本代表キャリア
- 四カ国・地域対抗戦（1999年第2回）
- 2000年シドニーオリンピックの野球競技・日本代表壮行試合日本代表（2000年）
- シドニーオリンピック野球日本代表（2000年）
- IBAFワールドカップ日本代表（2003年、2005年）

## 主な表彰
- 都市対抗野球10年連続出場（2001年）